# Shiney Row
Shiney Row – wieś w Anglii, w Tyne and Wear, w dystrykcie Sunderland. Leży 8,6 km od miasta Sunderland, 14,3 km od miasta Newcastle upon Tyne i 384,2 km od Londynu. W 2011 miejscowość liczyła 12 549 mieszkańców.